# 赵金科
赵金科（1906年6月10日—1987年5月18日），生于河北曲阳，中国古生物学家，中国科学院院士。

## 生平
1932年毕业于北京大学地质系。1980年当选为中国科学院学部委员(院士)。曾任中国科学院南京地质古生物研究所所长、名誉所长、研究员。